# Туроковці
Ту́роковці (болг. Туроковци) — село в Перницькій області Болгарії. Входить до складу общини Трин.

## Населення
За даними перепису населення 2011 року у селі проживали 110 осіб.
Національний склад населення села:
| Національність   | Кількість осіб | Відсоток |
| ---------------- | -------------- | -------- |
| болгари          | 104            | 95,4%    |
| цигани           | 3              | 2,8%     |
| інша             | 0              | 0%       |
| Всього відповіли | 109            |          |

Розподіл населення за віком у 2011 році:
Динаміка населення: